# Каспржак, Анатолий Георгиевич
Анато́лий Гео́ргиевич Каспржа́к (род. 15 декабря 1953, Москва) — советский и российский педагог, директор школы, общественный деятель. С 2011 года — профессор Высшей школы экономики. В прошлом — ректор Московской высшей школы социальных и экономических наук (2007—2011).

## Биография
В 1976 году закончил Московский государственный педагогический институт по специальности «учитель физики». В 1995 году защитил кандидатскую диссертацию по специальности «Педагогические науки».
Работал учителем, организатором внеклассной и внешкольной воспитательной работы, директором школы, был одним из создателей программы современного гимназического образования в России, директором Московской городской педагогической гимназии.
В начале 90-х годов XX века А. Г. Каспржак стал одним из организаторов лабораторий инновационных моделей школ в Московском институте развития образовательных систем, которые возглавлял несколько лет.
В 2001 году возглавлял факультет менеджмента в сфере образования (ныне — Центр изучения образовательной политики) Московской высшей школы социальных и экономических наук (МВШСЭН). В 2007 году избран ректором МВШСЭН, работал на этой должности до 2011 года.
С 2011 года А. Г. Каспржак — профессор, директор Центра развития лидерства в образовании, руководитель магистерской образовательной программы «Управление образованием» Национального исследовательского университета «Высшая школа экономики».

### Научные интересы и награды
Автор более 130 научных трудов в таких областях как: разработка программ развития общего образования для федерального и регионального уровня; управление образовательными системами; разработка и внедрение программ подготовки, переподготовки и повышения квалификации работников образования; мониторинг качества образования; информатизация образования; современные образовательные технологии.
Известен в педагогическом сообществе России как участник и руководитель конкурсов инновационных школ и инновационных проектов, организованных Министерством образования РФ, фондом «Культурная инициатива» и другими организациями.
Член жюри и оргкомитета Всероссийского конкурса «Директор школы».
Кандидат педагогических наук.
Заслуженный учитель Российской Федерации.
Женат. Имеет двоих детей.

## Основные работы

### Книги
- Каспржак А. Г. Информационное общество и школа: учебно-методические материалы к курсу повышения квалификации. — М.: РОССПЭН, 2008.
- Каспржак А. Г. Образовательная политика и оценивание. Учебно-методические материалы к учебному курсу. — М.: Логос, 2010.
- Каспржак А. Г. Программа учебного курса «Образовательные теории и реформы образования». — М.: Издательский дом НИУ ВШЭ, 2011.
- Каспржак А. Г. Содержание и технологии образования (учебно-методические материалы к курсу повышения квалификации для управленцев, работающих в системе образования и кейс для организации практических занятий). — М.: РАНХиГС, 2011.
- Каспржак А. Г. Учебные материалы нового поколения в проекте «Информатизация системы образования» (ИСО). — М.: Локус-Пресс, 2008.
- Каспржак А. Г., Дерзкова Н. П. Реструктуризация сети образовательных учреждений города Москвы. Проектные идеи и предложения. — М.: ИФ «Сентябрь», 2013.
- Каспржак А. Г., Митрофанов К. Г., Поливанова К. Н. Новый взгляд на грамотность. По материалам международного исследования PISA-2000. — М.: Логос, 2004.

### Статьи
- Байбурин Р. Ф., Бысик Н. В., Исаева Н. В., Каспржак А. Г., Филинов Н. Б. Директора школ как агенты реформы российской системы образования // Вопросы образования. — 2015. — № 3. — С. 122—143.
- Болотов В. А., Рубцов В., Фрумин И. Д., Марголис А., Каспржак А. Г., Сафронова М., Калашников С. П. Информационно-аналитические материалы по итогам первого этапа проекта «Модернизация педагогического образования» // Психологическая наука и образование. — 2015. — Т. 20. — № 5. — С. 13—28.
- Калашников С. П., Каспржак А. Г., Голубкин И. В. Системные эффекты создания и развития территориальных образовательных комплексов // Журнал руководителя управления образованием. — 2015. — № 3. — С. 17—23.
- Каспржак А. Г. Кто управляет российскими школами? // Журнал руководителя управления образованием. — 2013. — № 6 (33). — С. 12—17.
- Каспржак А. Г. Приоритет образовательных результатов как инструмент модернизации программ подготовки учителей // Психологическая наука и образование. — 2014. — № 3. — С. 87—104.
- Каспржак А. Г. Три источника и три составные части гимназического образования // Вопросы образования. — 2010. — № 1.
- Каспржак А. Г. Школа возможностей и возможности школы // Вопросы образования. — 2009. — № 3.
- Каспржак А. Г., Исаева Н. В. Директор российской школы: между «вчера» и «завтра» // Народное образование. — 2015. — № 7. — С. 85—97.
- Каспржак А. Г., Исаева Н. В. Почему директора авторитарны и что из этого следует? // Народное образование. — 2015. — № 8. — С. 52—66.
- Каспржак А. Г., Калашников С. П. Конструирование образовательных программ прикладной магистратуры // Университетское управление: практика и анализ. — 2016. — № 2.
- Каспржак А. Г., Калашников С. П. Практика принятия управленческих решений на основе результатов ЕГЭ // Управление школой. — 2013. — № 5. — С. 14—18.
- Каспржак А. Г., Калашников С. П. Приоритет образовательных результатов как инструмент модернизации программ подготовки учителей // Психологическая наука и образование. — 2014. — № 3. — С. 87—104.
- Каспржак А. Г., Калашников С. П. Разработка моделей образовательных программ академического бакалавриата и исследовательской магистратуры в рамках реализации программы модернизации педагогического образования: первые итоги // Психологическая наука и образование. — 2015. — № 5. — С. 29—44.
- Каспржак А. Г., Калашников С. П., Малова В. В. Подготовка педагога-исследователя в условиях исследовательской магистратуры в проекте модернизации педагогического образования // Образовательная панорама. — 2016. — № 1 (5). — С. 67—70.
- Каспржак А. Г., Митрофанов К. Г., Поливанова К. Н. Новые требования к содержанию и методике обучения в российской школе в контексте результатов международного исследования // Университетская книга. — 2005. — С. 1—128.
- Каспржак А. Г., Поливанова К. Н., Митрофанов К. Г., Соколова О., Цукерман Г. Российское школьное образование: взгляд со стороны // Вопросы образования. — 2004. — № 1. — С. 190—231.
- Каспржак А. Г., Поливанова К. Н., Митрофанов К. Г., Цукерман Г., Соколова О. Почему наши школьники провалили тест PISA // Директор школы. — 2005. — № 4. — С. 4—13.
- Каспржак А. Г., Фишбейн Д. Е., Бысик Н. В. Terra Incognita. Галерея директоров российских школ в королевстве кривых зеркал. // Директор школы. — 2014. — № 9. — С. 63—74.
- Поливанова К. Н., Каспржак А. Г., Логинова И. Стандарт образования: история разработки и итоги // Вопросы образования. — 2004. — № 3. — С. 24—43.
- Kasprzhak A. G., Bayburin R. F., Isaeva N. Reforms Supported by the Reformers // Journal of Siberian Federal University. Series: Humanities & Social Sciences. — 2015. — Vol. 11. — P. 2458—2468.
- Kasprzhak A. G., Bysik N. Decision-Making Styles of Russian School Principals / Пер. с рус. // Russian Education and Society. — 2015. — P. 590—623.
- Kasprzhak A. G., Isaeva N., Bayburin R. F. Reforms Supported by the Reformers // Journal of Siberian Federal University. Series: Humanities & Social Sciences. — 2015. — Vol. 12. — P. 2458—2468.
- Kasprzhak A.G., Filinov N.B., Bayburin R.F., Isaeva N.V., Bysik N.V. School Principals as Agents of Reform of the Russian Education System / Пер. с рус. // Russian Education and Society. — 2016. — Vol. 57. — № 11. — P. 954—978.